# Carlos Martin Briceño
Carlos Martin Briceño (Mérida, Yucatán, 10 de agosto de 1966) es un escritor, narrador y ensayista mexicano. Es miembro del Sistema Nacional de Creadores de Arte de la Secretaría de Cultura.

## Actividad profesional
Es autor de ocho libros de cuentos, una novela, dos libros de ensayos y una compilación de relatos de autores de la Península de Yucatán. Es colaborador con artículos y reseñas en La Jornada Semanal, suplemento cultural del periódico La Jornada, en Confabulario, suplemento cultural del periódico El Universal y en Laberinto, suplemento cultural del periódico Milenio. 
Ha sido incluido en antologías nacionales y extranjeras entre las que sobresalen: Solo cuento. Volumen VIII editado por la UNAM en 2016 y Un nudo en la garganta. Quince cuentos canallas editado en Madrid por Trama Editorial en 2009.

## Reconocimientos y premios literarios
- Premio Nacional de cuento Beatriz Espejo 2003.[2]
- Premio Nacional de cuento de la Universidad Autónoma de Yucatán 2004.[3]
- Mención de honor del Premio Nacional de cuento San Luis Potosí 2008.[4]
- Premio Internacional de cuentos Max Aub 2012.[4][5]
- Premio Nacional de Literatura José Fuentes Mares 2018.[6]

## Obra literaria

### Cuento
- (2003). Al final de la vigilia. Editorial Dante, Mérida 2003-SEP Libros del Rincón, México DF 2006. ISBN 970-605-417-0.
- (2006). Los mártires del Freeway y otras historias. Ficticia Editorial. ISBN 978-607-521-003-2. OCLC 1281983852.
- (2010). Caída libre. ISBN 978-607-7693-79-6. OCLC 1304901662
- (2012). Montezuma's Revenge. Fundación Max Aub.  ISBN 978-84-95418-87-6.
- (2014). Montezuma's Revenge y otros deleites. Ficticia Editorial. ISBN 978-607-521-036-0.
- (2017). De la vasta piel: antología personal. ISBN 978-607-521-081-0. OCLC 1027747972
- (2020). Toda felicidad nos cuesta muertos: cinco cuentos negros. ISBN 978-607-457-632-0. OCLC 1235906745
- (2024). El reino de la desesperanza. ISBN 978-607-457-873-7

### Novela
- (2017).  La muerte del Ruiseñor. ISBN 978-607-529-367-7. OCLC 1296135616

### Ensayo
- (2018). Viaje al centro de las letras. ISBN 978-607-521-099-5. OCLC 1110580043
- (2024). Cocina Yucateca. Crónicas de infancia y recetas de mi madre. ISBN 978-607-521-147-3.

### Compilación
- (2017). Sureste antología de cuento contemporáneo de la Península Ficticia. ISBN 978-607-521-084-1.